# Daniel Emilfork
Daniel Emilfork, cuyo nombre real era David Velez (San Felipe, Región de Valparaíso, Chile, 7 de abril de 1924-París, Francia, 17 de octubre de 2006) fue un actor chileno-francés.

## Biografía
fue hijo de emigrantes judíos ucranianos provenientes de Kiev que huyeron de su país cuando un pogrom estalló en Odesa. Emilfork cursó sus estudios en el Liceo de Hombres de la ciudad de San Felipe, antes de partir a Santiago de Chile a desarrollar su carrera artística. También se desempeñó como profesor de inglés en un internado de la ciudad. En Santiago conoció y trabajó junto a Alejandro Jodorowsky en una de sus compañías de teatro. A los 25 años, decidió abandonar Chile debido a las persecuciones homofóbicas que había en su país.
Se radicó en Francia en 1949, trabajando en cerca de cien películas, con directores tales como Federico Fellini, Roger Vadim y Roman Polanski. Además trabajó en obras de teatro y series de televisión. David Velez fue considerado el actor "más feo del mundo", por lo cual siempre realizó papeles de vampiros, genios locos, entre otros. 
Murió el 17 de octubre del año 2006 a la edad de 82 años, en París.

## Películas
- 1965: ¿Qué tal, Pussycat?
- 1966: El liquidador
- 1971: La noche más larga del diablo
- 1972: Viajes con mi tía
- 1975: Casanova
- 1983: La Belle captive
- 1986: Piratas
- 1988: Las tribulaciones de Baltasar Kober
- 1995: La ciudad de los niños perdidos

## Homenajes
En su libro autobiográfico La danza de la realidad, Jodorowsky relata el período que compartió con Emilfork y su partida a Francia. 
Enrique Vila-Matas, por su parte, quien entabló amistad con el actor, lo utiliza como personaje importante de su galardonada novela El mal de Montano, bajo el nombre de Tongoy, como el balneario costero de la región chilena de Coquimbo.